# Cappuccino Melange
Cappuccino Melange ist ein österreichischer Fernsehfilm aus dem Jahr 1992.

## Zur Produktion
Das Roadmovie ist der erste Langfilm des Regisseurs Paul Harather. Eigentlich wollte er aus dem Drehbuch seine Abschlussarbeit an der Filmakademie Wien mit entsprechend kleinem Budget machen. Dann konnte der angehende Regisseur jedoch mit Dor Film eine Produktionsfirma finden, die ihm bei der Suche nach einer Finanzierung unterstützte. Er drehte den Film schließlich als zehn Millionen Schilling teure Koproduktion der TV-Anstalten ORF, ZDF und arte und konnte auf diese Weise bekannte Gesichter für seine Rollen engagieren. Cappuccino Melange war der erste größere Filmauftritt sowohl von Josef Hader als auch von Alfred Dorfer.
Obwohl der Film bis heute in der öffentlichen Wahrnehmung ein Schattendasein fristet, kann er als einer der Prototypen für die später erfolgreichen tragikomischen „Kabarettfilme“ wie Indien oder Freispiel gesehen werden. Der Film wurde am 26. Dezember 1992 erstausgestrahlt.
Gedreht wurde der Film in Rettenegg in der Steiermark sowie in Wien. Hervorzuheben ist, dass der Film ohne viele Worte auskommt. Es werden nur wenige Sätze Deutsch gesprochen, vielmehr unterhalten sich die Protagonisten Josef Hader und Enrica Maria Modugno meist in gebrochenem Englisch oder mit Händen und Füßen.

## Handlung
Der schweigsame steirische Jungbauer Manfred (Josef Hader) wird vom zwielichtigen Autoverkäufer Toni (Alfred Dorfer) um 80.000 Schilling geprellt. Um das Geld wiederzubekommen, setzt sich Manfred in seinen Traktor und fährt damit nach Wien. Auf dem Weg nimmt er die italienische Autostopperin Gina (Enrica Maria Modugno) ein Stück weit mit, die von ihrem Lebensgefährten nach einem Streit auf die Straße gesetzt wurde.
Die Erfahrungen bei seinem ersten Wienbesuch sind für den Bauern Manfred verwirrend, er fühlt sich verloren und findet sich nicht zurecht. Durch Zufall trifft er Gina wieder, die beiden kommen sich näher und verbringen eine Nacht zusammen. Danach gehen beide ihrer Wege.
Der Name Cappuccino Melange leitet sich von einer Filmszene ab, in der Manfred und Gina in einem Wiener Kaffeehaus Getränke bestellen wollen. Als der Kellner die Bestellung aufnehmen möchte, verstehen beide Protagonisten ihn nicht. Gina, weil sie kein Deutsch spricht und Manfred, weil er sich nicht vorstellen kann, dass es unterschiedliche Kaffee-Zubereitungen gibt. Nachdem der Kellner einige Kaffee-Produkte aufzählt, wird Gina beim Wort „Cappuccino“ hellhörig und wiederholt es. Manfred hingegen ist ratlos und sagt, er hätte gerne einen „Milchkaffee“, worauf der Kellner mit den genervten Worten „Cappuccino, Melange“ weggeht.

## Auszeichnungen
Der Film erhielt 1993 drei Preise im Rahmen des 33. Filmfestivals in Monte Carlo: Den Publikumspreis, den Sonderpreis für Humor und die Silberne Nymphe für Enrica Maria Modugno als beste Hauptdarstellerin. Josef Hader erhielt außerdem im Jahr 1993 für Cappuccino Melange den Sonderpreis des Fernsehfilmpreises der Deutschen Akademie der Darstellenden Künste.

## Kritiken
Von den österreichischen Zeitungen wurde der Film kaum wahrgenommen. Lediglich die Tageszeitung Kurier berichtete breit darüber, unter anderem schon in einer Reportage über die Dreharbeiten. In deutschen Zeitungen erhielt der Film deutlich mehr Presseecho als in Österreich.
- „In einen poetischen Rahmen aus Kindheitserinnerungen und Bildern der steirischen Landschaft hat Harather seine Geschichte gestellt, (...) die hinter ihrem Witz und seinem Gefühl auch einige ganz unkonventionelle Ideen versteckt.“ – Kurier vom 25. Dezember 1992, Seite 18
- „Paul Harather erzählt (...) eine kleine verrückte Geschichte mit vielen komischen Situationen und einiger Action, um in feinen Details, mit schöner humorvoller Sensibilität, zwei 'Klischee'-Figuren aufzubrechen, ihre Verkümmerungen und Verbiegungen abzustreifen.“ Süddeutsche Zeitung vom 24. Mai 1993
- „Die Exposition des Themas will kein Ende nehmen.“ Neue Zürcher Zeitung vom 1. Oktober 1993